# Гринчик, Николай Михайлович
Никола́й Миха́йлович Гри́нчик (бел. Мікала́й Міха́йлавіч Гры́нчык; 1 августа 1923, Бытень,    Новогрудское воеводство— 12 октября 1999, Минск) — белорусский советский литературовед, критик, фольклорист, педагог. Доктор филологических наук (1970), профессор (1971). Заслуженный деятель науки Белорусской ССР (1977). Член Союза писателей СССР (1971). Участник Великой Отечественной войны.

## Биография
Родился в белорусской крестьянской семье в деревне Бытень Слонимского повята Польской республики (ныне — Ивацевичского района Брестской области, Беларусь).
С начала Великой Отечественной войны сотрудничал с советскими подпольными и партизанскими группами. С марта 1943 года — агентурный разведчик партизанского отряда «Савецкая Беларусь» Брестского соединения, с 20 июля 1944 года — в рядах Рабоче-крестьянской Красной армии. Был тяжело ранен. После Великой Отечественной войны работал заведующим Бытеньского районного отдела социального обеспечения.
Окончил литературный факультет Гродненского педагогического института (1948—1952). Преподавал в школах Гродненской области. Окончил аспирантуру при Институте литературы имени Янки Купалы АН Белорусской ССР (1954—1957). Являлся научным сотрудником этого института (1957—1970).
В 1970—1980 годах — заведующий кафедрой белорусской литературы Гомельского государственного университета. В 1973—1985 годах — главный редактор республиканского научного межведомственного сборника «Беларуская літаратура». С 1980 года — заведующий кафедрой литературы Минского института культуры.
Умер 12 октября 1999 года, похоронен в деревне Бытень.

## Научная и педагогическая деятельность
Занимался проблемами народности литературы, её взаимосвязи с фольклором, изучал творчество Я. Купалы, Я. Коласа, М. Богдановича, А. Кулешова, П. Глебки. В конце 1958 года защитил кандидатскую диссертацию («М. Богданович и белорусский фольклор»). В 1970 году защитил докторскую диссертацию «Фольклорные традиции в белорусской дооктябрьской поэзии». В Гомельском государственном университете создал студенческую научную лабораторию по фольклору, основал научно-педагогическую школу «Региональное, национальное и общечеловеческое в литературе: духовное наследие белорусов в мировом контексте».

### Основные научные труды
- Грынчык, М. М. Максім Багдановіч і народная паэзія / М. М. Грынчык. — Мінск : Дзяржвыд БССР, 1963. — 211 с.
- Грынчык, М. М. Аркадзь Куляшоў : крытыка-біяграфічны нарыс / М. М. Грынчык. — Мінск : Беларусь, 1964. — 158 с.
- Гісторыя беларускай савецкай літаратуры : у 2 т. / [М. М. Барсток, […], М. М. Грынчык [і інш.] ; Акад. навук БССР, Ін-т літ. імя Я. Купалы; пад рэд. В. В. Барысенкі, В. У. Івашына]. — Мінск : Навука і тэхніка, 1966. — Т. 2 : 1941—1964 гг. — 607 с.
- Гісторыя беларускай дакастрычніцкай літаратуры : у 2 т. / [В. П. Жураўлѐў, […], М. М. Грынчык [і інш.] ; Акад. навук БССР, Ін-т літ. імя Я. Купалы; рэдкал. : В. В. Барысенка і інш.]. — Мінск : Навука і тэхніка, 1969. — Т. 2 : Літаратура XIX — пачатку XX ст. — 618 с.
- Грынчык, М. М. Фальклорныя традыцыі ў беларускай дакастрычніцкай паэзіі / М. М. Грынчык ; Акад. навук Беларус. ССР, Ін-т літ. імя Я. Купалы. — Мінск : Навука і тэхніка, 1969. — 295 с.
- Грынчык, М. М. Шляхі беларускага вершаскладання / М. М. Грынчык. — Мінск : Выд-ва БДУ, 1973. — 263 с.
- История Белорусской дооктябрьской литературы / [В. А. Чемерицкий, […], Н. М. Гринчик и др.] ; Акад. наук Белорус. ССР, Ин-т лит. им. Я. Купалы; редкол. : В. В. Борисенко [и др.]. — Минск : Наука и техника, 1977. — 639 с.
- Гісторыя беларускай літаратуры, XIX — пачатак XX ст. : падручнік / [Л. С. Голубева, М. М. Грынчык і інш.]; пад агул. рэд. М. А. Лазарука, А. А. Семяновіча. — Мінск : Выш. школа, 1981. — 413 с.
- Гісторыя беларускай літаратуры : старажытны перыяд : [падручнік] / [М. М. Грынчык і інш.]; пад агул. рэд. М. А. Лазарука, А. А. Семяновіча. — Мінск : Выш. школа, 1985. — 336 с.
- Гісторыя беларускай літаратуры : старажытны перыяд : падручнік / [М. М. Грынчык і інш.]; пад агул. рэд. М. А. Лазарука, А. А. Семяновіча. — 2-е выд., дапрац. — Мінск : Выш. школа, 1996. — 349,[2] с.
- Гісторыя беларускай літаратуры : ХІХ — пачатак ХХ ст.: падручнік / [І. Э. Багдановіч, […], М. М. Грынчык і інш.]; пад агул. рэд. М. А. Лазарука, А. А. Семяновіча. — 2-е выд., дапрац. — Мінск : Выш. школа, 1998. — 559, [1] с.

## Награды
Награждён Орден Отечественной войны 1 степени, Медаль «За отвагу», Медаль «За победу над Германией в Великой Отечественной войне 1941—1945 гг.», а также за тяжёлое ранение полученное в 1945 году награждён Знаком ранения.

## Память
В Бытене именем Н. М. Гринчика названа улица, на родном доме учёного открыта мемориальная доска.